# Francesco De Marchi (Volleyballspieler)
Francesco De Marchi (* 17. Juni 1986 in Padua) ist ein italienischer Volleyballspieler.

## Karriere
De Marchi begann seine Karriere 2002 bei Sisley Treviso. Dort kam er zunächst in den Nachwuchsmannschaften und später auch in der ersten Liga zum Einsatz. 2005 wechselte er zum Zweitligisten Volley Corigliano. In der Saison 2007/08 war der Außenangreifer in seiner Heimatstadt bei Pallavolo Padua in der ersten Liga aktiv. In der folgenden Saison trat er mit Andreoli Latina ebenso in der zweiten Liga an, wie ab 2009 wieder mit Padua. 2011 gelang der Mannschaft der Aufstieg. Anschließend gehörte De Marchi zum erweiterten Kader der italienischen Nationalmannschaft. Nach einem Jahr bei Marmi Lanza Verona wechselte er zu Exprivia Molfetta. Mitten in der Saison wurde er im Januar 2014 vom französischen Erstligisten Rennes Volley verpflichtet. Im Sommer 2014 wechselte De Marchi in die Bundesliga zu den Berlin Recycling Volleys, mit denen er 2016 deutscher Meister wurde sowie den DVV-Pokal und den CEV-Pokal gewann.